# Geopark
En geopark er et særligt udpeget naturområde, hvor den geologiske historie kan studeres og opleves. Geoparker har til formål at beskytte, formidle og understøtte den geologiske arv og mangfoldighed, og på den baggrund fremme bæredygtig udvikling.
Anvendelsen af betegnelsen geopark om et område er forholdsvis ny. Betegnelsen er som naturpark og nationalpark ikke beskyttet, man kan derfor kalde et hvilket som helst område for en geopark. Derimod er "European Geopark" et registreret mærke. Oprettelsen af geoparker vil derfor ofte have som mål at kunne opfylde kriterierne for at blive certificeret som en EGN-geopark, medlem af European Geopark Network samt GGN-Geopark, medlem af UNESCOs Global Geopark Network. 
En stor del af Odsherred på Sjælland blev i september 2014 udnævnt som den første danske geopark, Geopark Odsherred, og er dermed både optaget i European Geoparks Networksamt Global Geopark Network. Geopark Vestjylland, som omfatter Lemvig, Struer og Holstebro kommuner, foruden den tilgrænsende del af Nordsøen, har i 2016 ansøgt om optagelse. Den norske Gea Norvegica Geopark var den første nordiske geopark der blev optaget i netværket.

## European Geoparks Network
European Geoparks Network (EGN) blev dannet i 2000 og har blandt andet som mål at beskytte geologisk mangfoldighed ("geodiversity") og at formidle et områdes geologiske historie.